# Kruševo (miasto Novi Pazar)
Kruševo (cyr. Крушево) – wieś w Serbii, w okręgu raskim, w mieście Novi Pazar. W 2011 roku liczyła 425 mieszkańców.